# Ратцингер, Георг (политик)
Гео́рг Ра́тцингер (нем. Georg Ratzinger; 3 апреля 1844, Риккеринг, ныне в составе Хенгерсберга, Бавария — 3 декабря 1899, Мюнхен) — баварский политический деятель и публицист. Двоюродный дед папы Бенедикта XVI (Йозефа Ратцингера) и его брата Георга Ратцингера.
Учился в гимназии в Пассау, затем изучал богословие в Мюнхене, в 1867 году рукоположён в священники, годом позже защитил диссертацию доктора богословия. В это же время начал заниматься журналистикой, в 1869—1870 годах редактировал в Вюрцбурге газету «Fränkisches Volksblatt», затем в 1874—1876 годах — в Мюнхене газету «Volksfreund». В 1875—1877 годах был депутатом баварского ландтага, в 1877—1878 годах — общегерманского Рейхстага; с 1893 года вновь заседал в ландтаге.
Сперва Ратцингер принадлежал к партии центра, но в 1894 году был одним из главных основателей Баварского Крестьянского Союза — демократически-аграрной партии, ведшей энергичную борьбу с центром. В 1895 году он внёс в баварский ландтаг предложение о введении всеобщего избирательного права для выборов в баварский ландтаг.
Наиболее известен книгами «История церковной благотворительности» (нем. Geschichte der kirchlichen Armenpflege; Фрайбург, 1868, 2 изд. 1884) и «Народное хозяйство в свете его нравственных оснований» (нем. Die Volkswirtschaft in ihren sittlichen Grundlagen; Фрайбург, 1881, 2 изд. 1895). Опубликовал также «Сохранение крестьянского сословия» (нем. Die Erhaltung des Bauernstandes; Фрайбург, 1883), «Собор и немецкая наука» (нем. Das Konzil und die deutsche Wissenschaft; Майнц, 1871), «Исследования из баварской истории» (нем. Forschungen zur bayerischen Geschichte; Кемптен, 1898) и др. Под псевдонимами Роберт Вальдхаузен (нем. Robert Waldhausen) и Готфрид Вольф (нем. Gottfried Wolf) напечатал антисемитские трактаты «Трудовая деятельность евреев» (нем. Jüdisches Erwerbsleben. Skizzen aus dem sozialen Leben der Gegenwart; 1892) и «Еврейство в Баварии» (нем. Das Judentum in Bayern. Skizzen aus der Vergangenheit und Vorschläge für die Zukunft; 1897).